# Klementevo
Klementevo es una aldea en el distrito de Mozhaisk de la región de Moscú, a 15 km de Mozhaisk. La población es de 1020 personas (2010). Centro administrativo del asentamiento rural Klementyevsky. Hasta 2006 - el centro del distrito rural Klementyevsky.

En el pueblo hay un departamento de enfermería en el hospital del distrito de Klementyivka
El pueblo también se llamaba Vvedensky, después del nombre de la iglesia en honor a la Entrada al Templo de la Madre de Dios con una capilla de San Nicolás, construida en 1703. En ese momento, el pueblo había estado ocupado durante dos años por BI Prozorovsky
Antes de la época de los problemas en esa área se encontraba una iglesia de madera en el nombre de San Nicolás; Después de la destrucción, fue reconstruido en 1629. En 1734, el conde de la aldea se convirtió en el conde Joseph Efimovsky; en la década de 1730 se añadió un campanario a la iglesia. Durante la era soviética, el templo fue cerrado y destruido; conserva solo la torre de la guardia de la iglesia, la casa de beneficencia y el campanario. Después de diciembre de 2005, se renovó el edificio, se instaló un iconostasio y se iniciaron los servicios de adoración.
Hay una escuela cerca de la iglesia, junto a la cual en 1975, en el 30 aniversario de la victoria en la Gran Guerra Patria, se erigió un monumento para los graduados de la escuela, participantes en la guerra.
En Mozhaisk, una calle que corre desde el centro de la ciudad en dirección a la aldea se llama Klementyevskaya.